# Ochetostoma hornelli
Ochetostoma hornelli is een lepelworm uit de familie Thalassematidae.
De wetenschappelijke naam van de soort werd in 1921 gepubliceerd door Prashad.